# Poul Sommer
Poul Sommer (ur. 13 października 1910 w miejscowości Rønne na wyspie Bornholm, zm. 1979) – duński pilot myśliwski, pilot-ochotnik w Luftwaffe, dowódca Korpusu Strażniczego Luftwaffe w Danii podczas II wojny światowej

## Młodość i służba w duńskich siłach powietrznych
Był synem Jensa Petera Nicolaja Sommera, nauczyciela i Birgithy Kristiny z domu Hansen. W 1928 r. ukończył szkołę wyższą, kontynuując studia na Politechnice w Kopenhadze. W 1930 r. podjął pracę w fabryce koło Stuttgartu w Niemczech, gdzie zetknął się z narodowymi socjalistami. Poprzez swoich przyjaciół, którzy byli członkami Narodowosocjalistycznej Duńskiej Partii Robotniczej (DNSAP), spotkał się z kilkoma lokalnymi przywódcami NSDAP. W 1932 r. uczestniczył w kursie SS w Monachium. W tym samym roku opublikował swój antymarksistowski pamflet pt. „Under Hagekors” („Pod Swastyką”). Do 1934 r. był wydawcą gazety „Kampen”, która propagowała faszystowskie idee. Następnie powrócił do Danii i krótko pracował jako inżynier. Wstąpił do lotnictwa marynarki wojennej, zostając pilotem-uczniem. 22 grudnia 1936 r. awansował do stopnia flyverløjtnanta-II (podporucznika), a 1 stycznia 1939 r. – flyverløjtnanta-I (porucznika). W tym roku został przeniesiony do rezerwy. Według części źródeł próbował bezskutecznie dostać się do fińskich sił powietrznych podczas wojny sowiecko-fińskiej 1939-1940.

## Służba w Luftwaffe
Po najeździe Niemiec na ZSRR 22 czerwca 1941 r., uzyskał 8 lipca zgodę duńskiego ministerstwa wojny na ochotnicze wstąpienie do Luftwaffe. W październiku wraz z kilkoma innymi duńskimi pilotami trafił do szkoły lotniczej Fliegerhorst Prenzlau. Następnie został przydzielony do Jagdfliegerschule 1 na operacyjne szkolenie. 20 września 1942 r. został pilotem myśliwskim jednostki lotniczej II./JG27, którą wysłano do północnej Afryki. Miał wówczas stopień oberleutnanta (porucznika). 1 stycznia 1943 r. awansował na Hauptmanna (kapitana). Podczas walk nad Afryką uzyskał 3 zwycięstwa nad brytyjskimi samolotami, w tym 2 pierwsze podczas bitwy pod El Alamein. Wiosną wraz ze swoją jednostką został przeniesiony na Sycylię, biorąc udział w jej obronie. Uzyskał wówczas kolejne zwycięstwo powietrzne. Na przełomie maja i czerwca trafił do Grecji, działając w rejonie Kalamaki koło Aten. Część historyków twierdzi, że został następnie przeniesiony na front wschodni w składzie JG54. Podczas służby w Luftwaffe został udekorowany Żelaznym Krzyżem 1 i 2 klasy.

## Powrót do Danii
Pewne jest, że P. Sommer we wrześniu powrócił do Danii. Pełnił wówczas służbę w Korpusie Schalburga, stanowiącym rodzaj duńskiego SS. W lutym został dowódcą nowo utworzonego Korpusu Strażniczego Luftwaffe w Danii, zwanego też od jego nazwiska Sommers Vagtkorpset, czy Sommerkorpset, ochraniającego instalacje militarne Luftwaffe. W lutym 1945 r. Korpus został przez Niemców rozwiązany. W międzyczasie w sierpniu 1944 r. P. Sommer został postrzelony przez ruch oporu w zasadzce koło jego domu.

## Po wyzwoleniu
25 maja 1945 r. P. Sommer został wyrzucony z armii duńskiej z powodu jego służby w Luftwaffe. Pod zmienionym nazwiskiem kupił wraz z żoną farmę rolniczą koło miejscowości Stevnstrup. W lipcu 1946 r. aresztowano go i skazano na 8 lat więzienia, a w 1949 r. wyrok został podwyższony do 12 lat. Po kilku latach wyszedł na wolność i został biznesmenem.